# Jean Goubert
Pour les articles homonymes, voir Goubert.
Jean Goubert, né le 16 juillet 1994 à Pau, est un coureur cycliste français.

## Biographie
Jean Goubert est titulaire d'un BTS négociation et relation client et d'une licence de responsable développement commercial,. Après avoir obtenu ces diplômes, il devient conseiller immobilier commercial dans une agence à Pamiers, parallèlement à sa carrière cycliste chez les amateurs.
En 2021, il se distingue en remportant le classement général et une étape du Tour de Serbie, une course inscrite au calendrier de l’UCI. Il s'impose également au niveau national sur la Route d'Or du Poitou et au Tour du Périgord, manche de la Coupe de France DN2.

## Palmarès et résultats

### Palmarès par année
- 2018
  - Grand Prix d'ouverture REVA-Le Séquestre
  - 2e du championnat d'Occitanie sur route
  - 3e de la Cursa Festes del Tura d'Olot
- 2019
  - 3e du Grand Prix Mujica
- 2020
  - Ronde du Queyran
- 2021
  - Route d'Or du Poitou
  - Tour du Périgord
  - Tour de Serbie :
    - Classement général
    - 3e étape

  - 2e de Bordeaux-Saintes
- 2024
  - 2e du championnat d'Occitanie sur route

### Classements mondiaux
| Année                                 | 2018  | 2019 | 2020 | 2021 |
| ------------------------------------- | ----- | ---- | ---- | ---- |
| Classement mondial                    | 1552e | nc   | nc   | 959e |
| UCI Europe Tour                       | nc    | nc   | nc   | 720e |
| UCI Africa Tour                       | 94e   |      |      |      |
|                                       |       |      |      |      |
| Légende : nc = non classéSource : UCI |       |      |      |      |